# داستان دو کلمه‌ای (فیلم)
داستان دو کلمه‌ای (به انگلیسی: A tale of two words) فیلمی هندی محصول سال ۲۰۱۶ و به کارگردانی دیپاک تیجوری است. در این فیلم بازیگرانی همچون راندیپ هودا، کجال آگاروال و فلورا ساینی ایفای نقش کرده‌اند.